# عبد الفتاح سباطة
عبد الفتاح سباطة (1936 - 1 نوفمبر 2007) أحد رجال الحركة الوطنية المغربية، كان عضوا في خلية وطنية سرية عُرفت باسم «الطائفة»، التي كانت تضم بين صفوفها الطاهر زنيبر وأحمد بلفريج.

## مسيرته
نشأ سباطة في عائلة رباطية، محاطة بوطنيين مثل علال الفاسي وأبو بكر القادري، وسرعان ما أدرك خطر الاحتلال وانخرط في المقاومة.
عاش معاناة السجن في ظل الاحتلال الفرنسي، وكذلك في عهد الحسن الثاني خلال «سنوات الرصاص». في عام 1953 حُكم عليه بالسجن لمدة عشرين عامًا في القنيطرة، حيث انتهى به الأمر بعد عامين من اعتقاله مع شخصيات وطنية أخرى. كان حينها يبلغ من العمر 18 عامًا فقط. عام 1959، كان من المؤسسين لحزب الاتحاد الوطني للقوات الشعبية، الذي يعتبر المهدي بن بركة أهم أعلامه. في نهاية عام 1962، نُفي إلى الجزائر حيث مكث حتى عام 1980، وفي عام 1964، حُكم عليه بالإعدام غيابيا.
شغل منصب رئيس بلدية الرباط في التسعينيات، وعضوا في مجلس النواب من 1997 إلى 2003.

## أوسمة
- وسام الاستحقاق الوطني من درجة قائد.[3]